# Tautirut

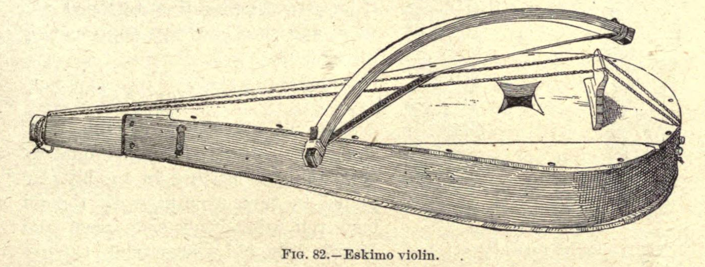
Violon esquimau.

Le tautirut,  tautiruut, ou violon esquimau est une cithare frottée originaire de la culture Inuits du Canada.